# エダハヘラオヤモリ
エダハヘラオヤモリ（枝葉箆尾守宮、Uroplatus phantasticus）は、爬虫綱有鱗目ヤモリ科ヘラオヤモリ属に分類されるトカゲ。

## 分布
マダガスカル東部固有種

## 形態
全長7-10センチメートル。体色は褐色、黄褐色、黒褐色等で個体により変異がある。体形は側偏する。
眼上部には棘状の突起がある。四肢にも肘と膝に、棘状の突起がある。尾は箆状というよりも木の葉に酷似し、個体によっては虫食い穴まで空いていることもある。

## 生態
森林に生息する。夜行性。あまり地表から離れた場所には登らない。木の枝に後肢だけでぶら下がり、じっとして木の葉に擬態する。
食性は動物食で昆虫類、節足動物等を食べる。
繁殖形態は卵生で、1回に2個ずつ卵を産む。

## 人間との関係
マダガスカルでは悪魔の使いと見なされて忌み嫌われている。
ペット用として飼育されることもあり、日本にも輸入されている。飼育下繁殖例が知られており稀に繁殖個体が流通することもある。2005年に属単位でワシントン条約附属書IIに掲載されマダガスカルからの生物の輸出が減少傾向にあるため、流通量は今後減少していくものと思われる。